# 高鰭美洲鱥
高鰭美洲鱥（學名：Notropis altipinnis），為輻鰭魚綱鯉形目雅羅魚科的其中一種，分布於北美洲美國維吉尼亞州羅阿諾克河至南卡羅來納州薩凡納河流域，體長可達6.1公分，棲息在水流清澈、沙石底質的中、小型河川底中層水域，生活習性不明。